# Krithiá
Krithiá är en ort i Grekland.   Den ligger i prefekturen Nomós Thessaloníkis och regionen Mellersta Makedonien, i den norra delen av landet, 300 km norr om huvudstaden Aten. Krithiá ligger 209 meter över havet och antalet invånare är 1 374.
Terrängen runt Krithiá är kuperad norrut, men söderut är den platt. Runt Krithiá är det ganska tätbefolkat, med 83 invånare per kvadratkilometer. Närmaste större samhälle är Políchni, 19,6 km söder om Krithiá. Trakten runt Krithiá består till största delen av jordbruksmark.